# Глід дрібнолистий
Глід дрібнолистий (Crataegus microphylla) — вид рослин з родини розових (Rosaceae), поширений у південній частині Європи й західній Азії.

## Опис
Кущ або невелике дерево 1–1.5 м. Листки порівняно дрібні, 1.5–3 см завдовжки, в контурі широко-яйцеподібні або яйцеподібно-трикутні, з широко-клиноподібною (або зрізаною) основою, (3)5–7-лопатеві. Плід з 1 кісточкою, гіпантій волосистий. Гілочки майже голі, червонуваті, колючки 5–12 мм. Плоди 9–12 мм, майже кулясті, яскраво-червоні.

## Поширення
Поширений у південній частині Європи (Боснія і Герцеговина, Болгарія, Молдова, Україна, Росія), західній Азії (Іран, Ірак, Туреччина, Азербайджан, Вірменія, Грузія).
В Україні вид зростає у світлих лісах — у Криму (переважно в зах. ч. гірського Криму), досить зазвичай.

## Використання
Декоративна рослина.